# La Table tournante
La Table tournante è un film del 1988 a tecnica mista diretto da Paul Grimault (per le sequenze di animazione) e Jacques Demy (per le sequenze con attori in carne e ossa). Il film ripercorre la carriera di Grimault, mostrando alcuni dei suoi cortometraggi e facendolo interagire con i suoi personaggi, in particolare il protagonista di Le Roi et l'Oiseau.